# 工藤氏
工藤氏（日语：／ Kudō shi */?）是藤原南家流的日本氏族。
1. 1 2  太田 1934，第2084頁.